# Alpe di Siusi
L'Alpe di Siusi (Mont Sëuc in ladino; Seiser Alm in tedesco) è un altopiano dolomitico situato in Italia, in Alto Adige, all'interno del territorio del comune di Castelrotto.

## Geografia
È situata nella parte occidentale delle Dolomiti e ha una quota altimetrica compresa tra i 1680 m s.l.m. e i 2350 m s.l.m. Si estende per 52 km² tra la Val Gardena a nord, il Gruppo del Sassolungo a nord-est e il massiccio dello Sciliar a sud-est, che col suo inconfondibile profilo rappresenta uno dei simboli più famosi di tutte le Dolomiti. Da qui è possibile ammirare diversi altri gruppi montuosi tra cui il Gruppo del Sella, il Seceda, il Catinaccio e la Marmolada.
Si tratta di un'alpe, la più vasta d'Europa, ossia una zona dove viene praticato l'alpeggio, divisa in numerosi appezzamenti dedicati al pascolo o da cui i contadini ricavano fieno per i propri masi situati a valle.

### Cime circostanti
Dall'alpe si può godere di una vista panoramica a 360°; da nord in senso orario: il Sass de Putia (2.873 m), il Gruppo delle Odle e del Puez (3.025 m), il Gruppo del Sella (3.152 m), il Sassolungo (3.181 m) e Sassopiatto (2.995 m), la Marmolada (3.343 m), le pale di San Martino, le torri del Vajolet, il gruppo del Catinaccio (2.981 m), con la cima del Catinaccio d'Antermoia (3.002 m), e lo Sciliar (2.450 m).
La parte orientale è compresa dal 1975 nel parco naturale dello Sciliar.

## Classificazione e suddivisione

Gruppo del Sassolungo dall'Alpe di Siusi

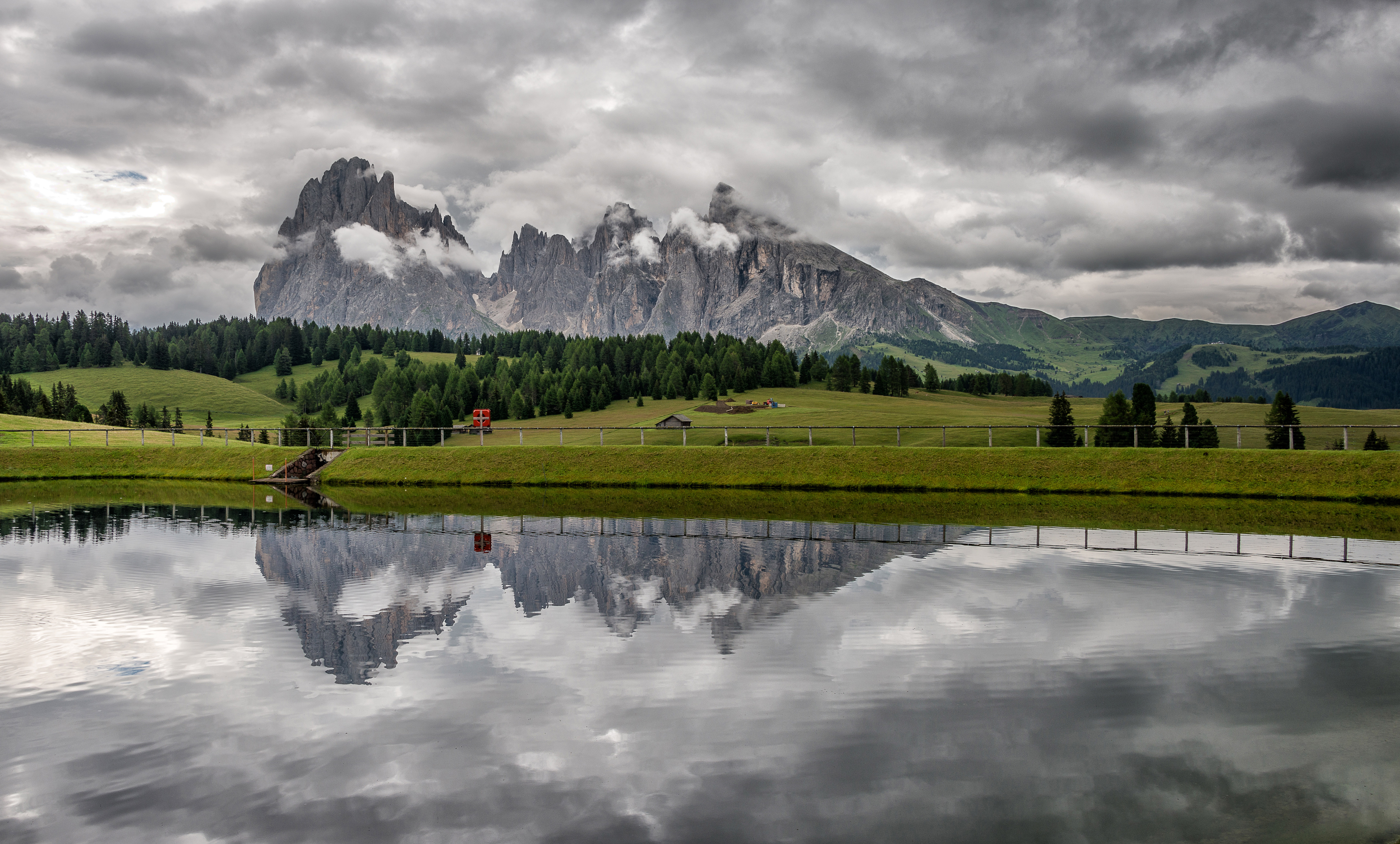
Visuale dall'Altipiano

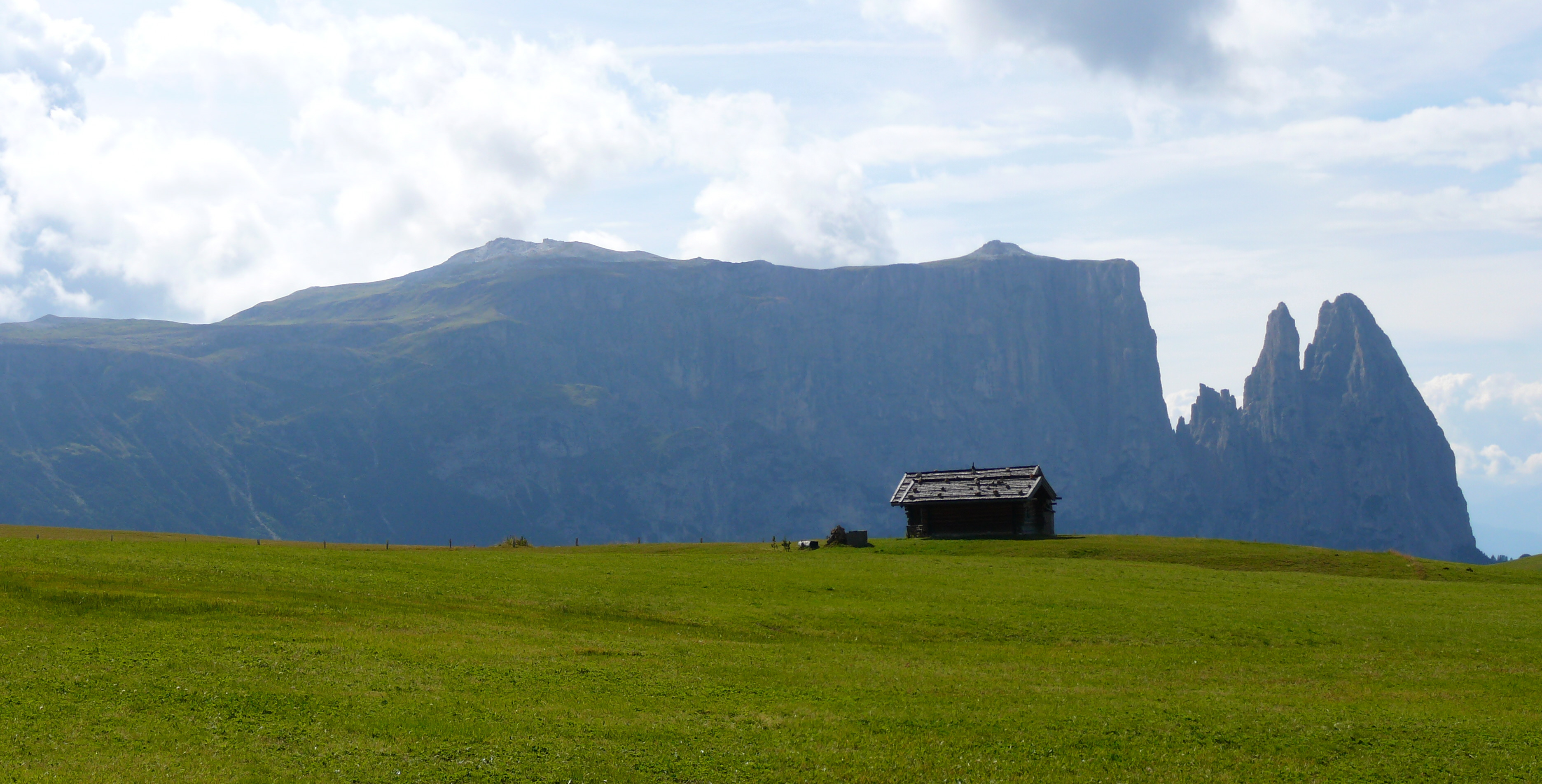
I verdi prati dell'Alpe di Siusi e sullo sfondo la caratteristica forma dello Sciliar

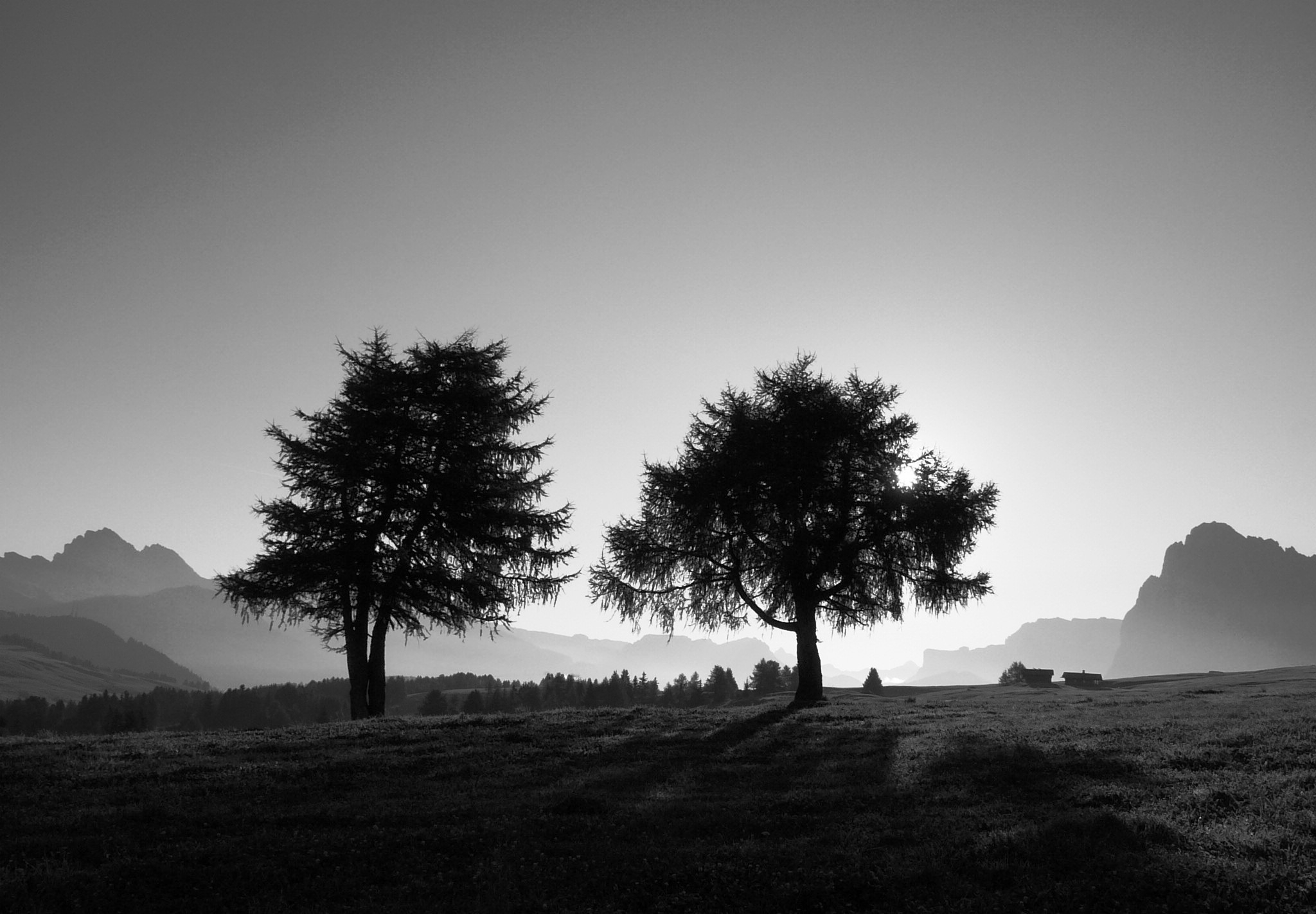
Due larici sull'Alpe di Siusi

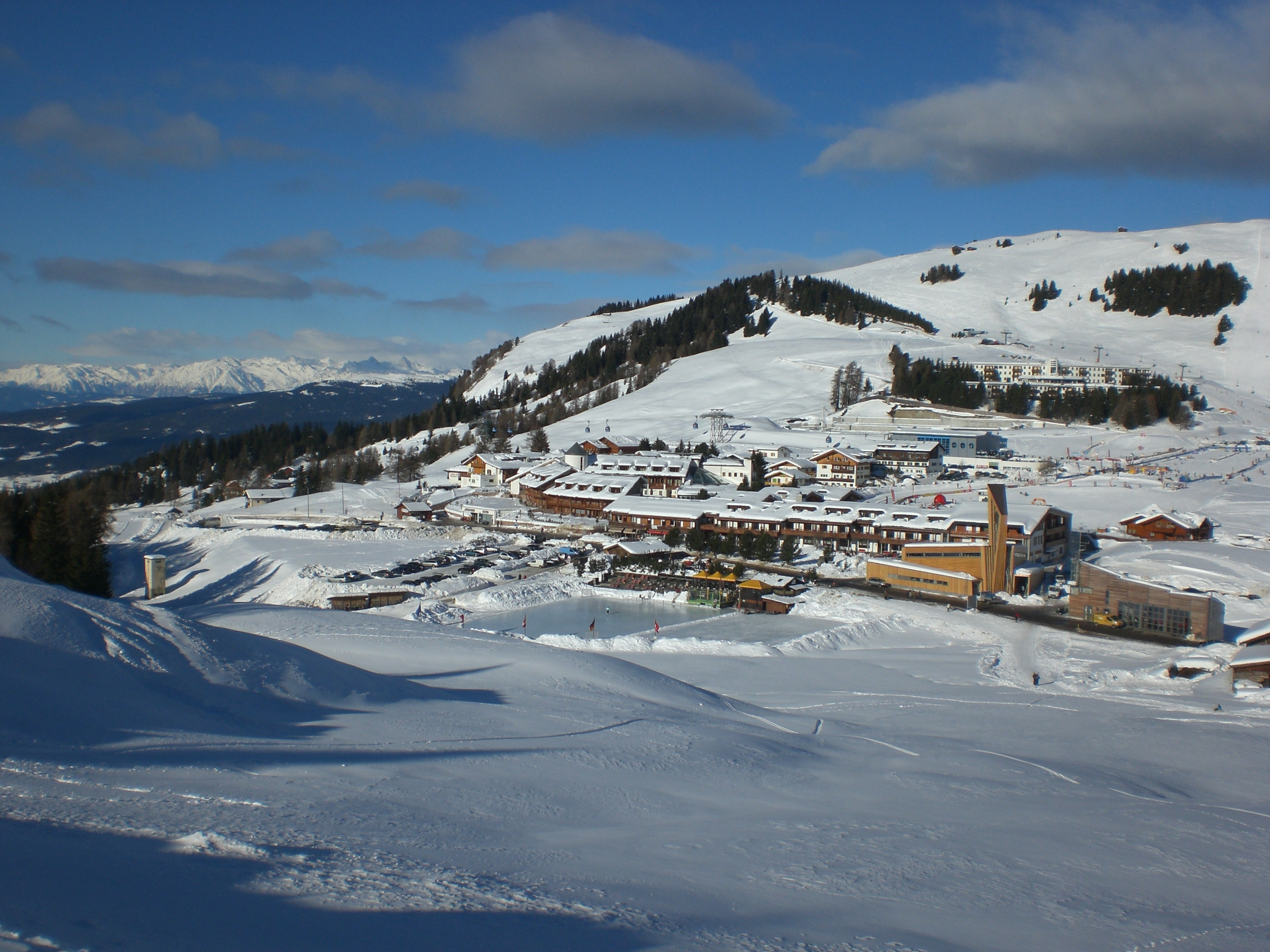
Complesso Compatsch dell'Alpe di Siusi

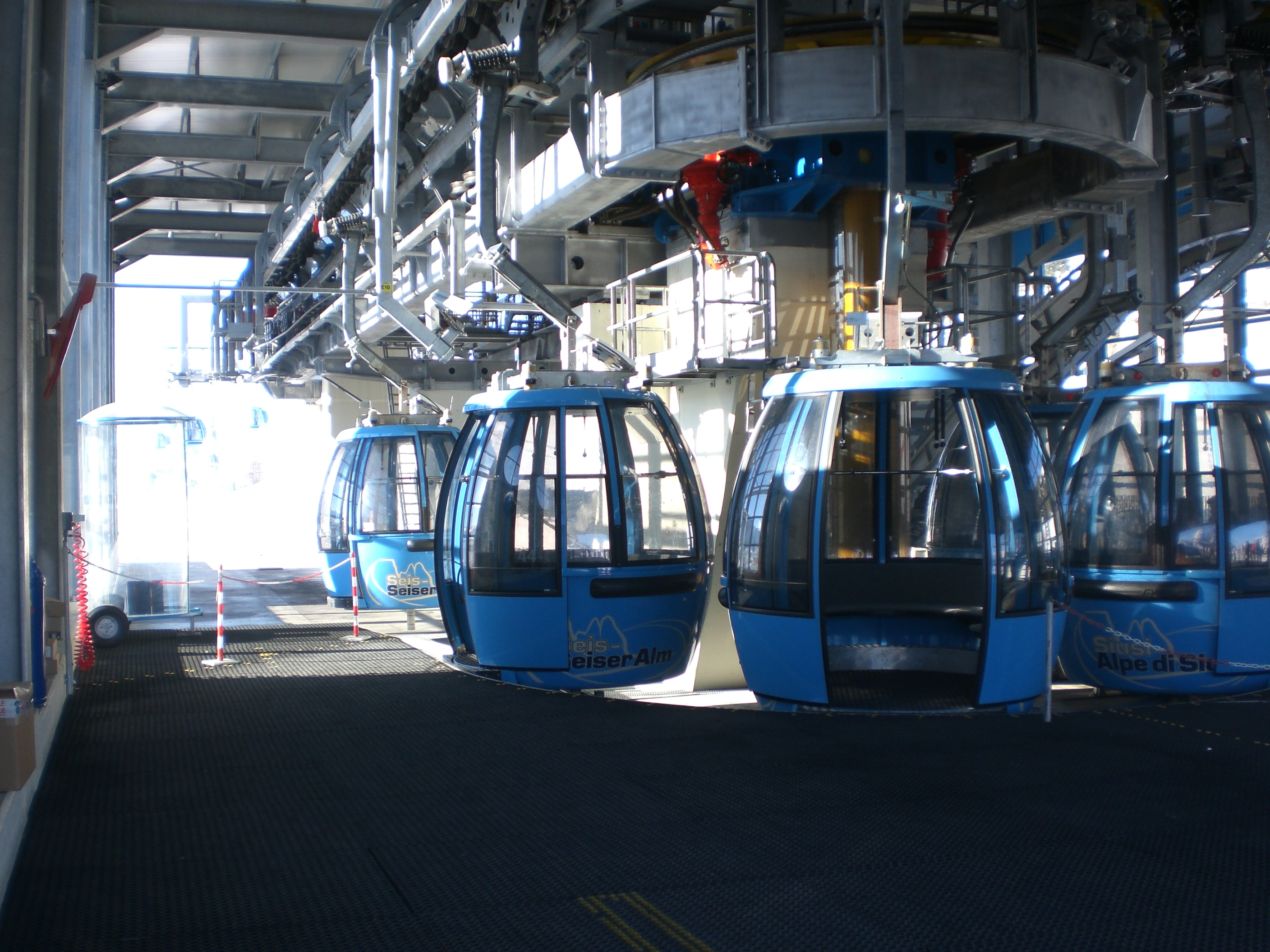
La cabinovia dell'Alpe di Siusi

La SOIUSA vede l'altipiano come un gruppo alpino con la seguente classificazione:
- Grande parte = Alpi Orientali
- Grande settore = Alpi Sud-orientali
- Sezione = Dolomiti
- Sottosezione = Dolomiti di Gardena e di Fassa
- Supergruppo = Dolomiti di Gardena
- Gruppo = Gruppo dell'Alpe di Siusi
- Codice = II/C-31. III-A.3

Vi attribuisce inoltre la seguente suddivisione in tre sottogruppi:
- Dorsale Palancia-Cresta di Siusi (a)
- Dorsale Denti di Terra Rossa-Punta d'Oro-Piz (b)
- Dorsale Bulacia-Salames-Col di Rende (c)

## Centri abitati
L'Alpe di Siusi costituisce una frazione del comune di Castelrotto.
Due sono i centri abitati principali: Compaccio (1.825 m s.l.m.), all'ingresso dell'Alpe, e Saltria (1.700 m s.l.m.), distante 4 chilometri. Tra i due si spargono decine di baite, molte delle quali aperte al pubblico come locali di ristoro in stile tirolese o di soggiorno durante le stagioni turistiche. Sono anche disponibili autobus e taxi a pagamento per muoversi più velocemente tra i due centri abitati.

## Turismo
La zona è ricca di infrastrutture per il turismo estivo e invernale (alberghi, bar, ristoranti, rifugi, noleggio sci, snowboard e bici, negozi di abbigliamento e di souvenir) ed è collegata alle confinanti Ortisei in Val Gardena e Siusi tramite gli impianti di risalita. Insieme alla Val Gardena, l'Alpe di Siusi costituisce una delle 12 aree sciistiche del Dolomiti Superski. Sono presenti due Scuole di Sci (Alpe di Siusi e Sciliar 3000) con numerosi maestri. Nel 2011 è stata anche edificata la moderna chiesa intitolata a San Francesco d'Assisi.
L'Alpe di Siusi è raggiungibile in auto dalla strada che collega Castelrotto a Siusi allo Sciliar (percorso privato con limitazioni orarie dalle 9 alle 17) oppure dal Monte Pana (nel comune di Santa Cristina di Val Gardena) tramite autobus di linea in alcuni mesi dell'anno (la strada è chiusa al traffico privato). È raggiunta anche dalle cabinovie: Siusi - Alpe di Siusi (con stazione a valle a Siusi e stazione a monte a Compatsch-Compaccio) e Ortisei - Alpe di Siusi (con stazione a valle nell'immediata vicinanza del Centro di Ortisei e stazione a monte sul Monte Piz).

### Storia del turismo invernale
A partire dai primi decenni del Novecento, anche i morbidi pendii dell'Alpe di Siusi iniziarono ad essere meta dei primi appassionati di sport invernali. Nell'estate 1934 l'apertura della funivia Ortisei-Alpe di Siusi, permise di raggiungere il vasto altopiano non più solo a piedi. Ben presto i frequentatori dell'Alpe aumentarono notevolmente. Nel gennaio 1938 venne inaugurato il primo impianto sciistico. Si trattava di una slittovia, molto simile a quelle già funzionanti nelle località piemontesi. Esso conduceva fino ad un piccolo rifugio, chiamato Giogo/Joch. Negli anni quaranta venne realizzata la prima seggiovia monoposto. Questa partiva appena sotto il Monte Piz e portava gli sciatori al rifugio Icaro, distante circa 2 chilometri dalla stazione di arrivo della funivia Ortisei-Alpe di Siusi.
Nel secondo dopoguerra il numero di impianti crebbe notevolmente. Nel 1961 la slittovia del Giogo/Joch venne sostituita da una seggiovia monoposto. Grazie alla straordinaria visuale che si godeva all'arrivo dell'impianto, questo venne ridenominato Panorama. Entro la fine degli anni sessanta il comprensorio assunse le dimensioni attuali. Seguì una fase di continuo rinnovamento degli impianti, che continua ancora oggi. Nel 1988 la seggiovia monoposto Panorama venne sostituita da una seggiovia quadriposto, la prima nel comprensorio.
Nel 2002 fu inaugurata la cabinovia Siusi-Alpe di Siusi, che ha permesso un miglior collegamento della località con i paesi sottostanti. Nel 2006 la seggiovia biposto Paradiso venne sostituita da una seggiovia esaposto, stessa sorte nel 2008 per la seggiovia quadriposto Panorama. Le seggiovie esaposto fecero così comparsa anche all'Alpe di Siusi. Nel 2009 la seggiovia monoposto Puflatsch/Bullaccia venne sostituita da una seggio-cabinovia esaposto (o telemix), la prima ad essere inaugurata nelle Dolomiti.

### Impianti a fune attualmente in esercizio
- Cabinovia Ortisei-Alpe di Siusi, costruita dalla ditta Leitner nel 2000
- Seggiovia biposto Al Sole, costruita dalla ditta Doppelmayr nel 1993
- Seggiovia quadriposto Monte Piz, costruita dalla ditta Agamatic nel 2001
- Seggiovia biposto Steger-Dellai, costruita dalla ditta Graffer nel 1994
- Seggiovia esaposto Panorama, costruita dalla ditta Doppelmayr nel 2008
- Seggio-cabinovia Puflatsch/Bullaccia, costruita dalla ditta Doppelmayr nel 2009
- Seggiovia esaposto Spitzbühl, costruita dalla ditta Leitner nel 1997
- Seggiovia quadriposto Florian, costruita dalla ditta Leitner nel 1991
- Skilift Ludy, costruito dalla ditta CCM nel 1997
- Seggiovia biposto Leo Demetz, costruita dalla ditta Doppelmayr nel 1996
- Seggiovia biposto Sanon, costruita dalla ditta Doppelmayr
- Seggiovia biposto Mezdì, costruita dalla ditta Doppelmayr nel 1996
- Seggiovia quadriposto Floralpina, costruita dalla ditta Leitner nel 2004
- Seggiovia quadriposto Goldknopf/Punta d'Oro, costruita dalla ditta Doppelmayr nel 2002
- Seggiovia quadriposto Laurin, costruita dalla ditta Agamatic nel 1989
- Seggiovia esaposto Paradiso, costruita dalla ditta Doppelmayr nel 2006
- Seggiovia quadriposto Bamby, costruita dalla ditta Doppelmayr nel 1997
- Skilift Eurotel 1
- Seggiovia quadriposto Euro, costruita dalla ditta Agamatic nel 1998
- Skilift Hexenlift-Strega, costruito dalla ditta Leitner nel 1982
- Cabinovia Siusi-Alpe di Siusi, costruita dalla ditta Leitner nel 2002

## Sport

### Ciclismo
L'unico arrivo del Giro d'Italia è stato nel 2009 durante la 5ª tappa partita da San Martino di Castrozza con la vittoria del russo della Rabobank Denis Men'šov. In maglia rosa c'era lo svedese del Team Columbia Thomas Löfkvist.
Il 22 maggio 2016 si è poi svolta la Cronoscalata Castelrotto - Alpe di Siusi nell'ambito del Giro Ciclistico d'Italia del 2016.

### Slittino
La località è stata sede di tappa del circuito di Coppa del Mondo di slittino su pista naturale.